# Poiana, Turda
Poiana, mai demult Poiana de Arieș (în maghiară Poján, Polyán, Poyana, Aranyos-Polyán, Székely-Polyán, în germană Goldenpojen), este un fost sat, în prezent un cartier al municipiului Turda situat în zona de SE a municipiului.

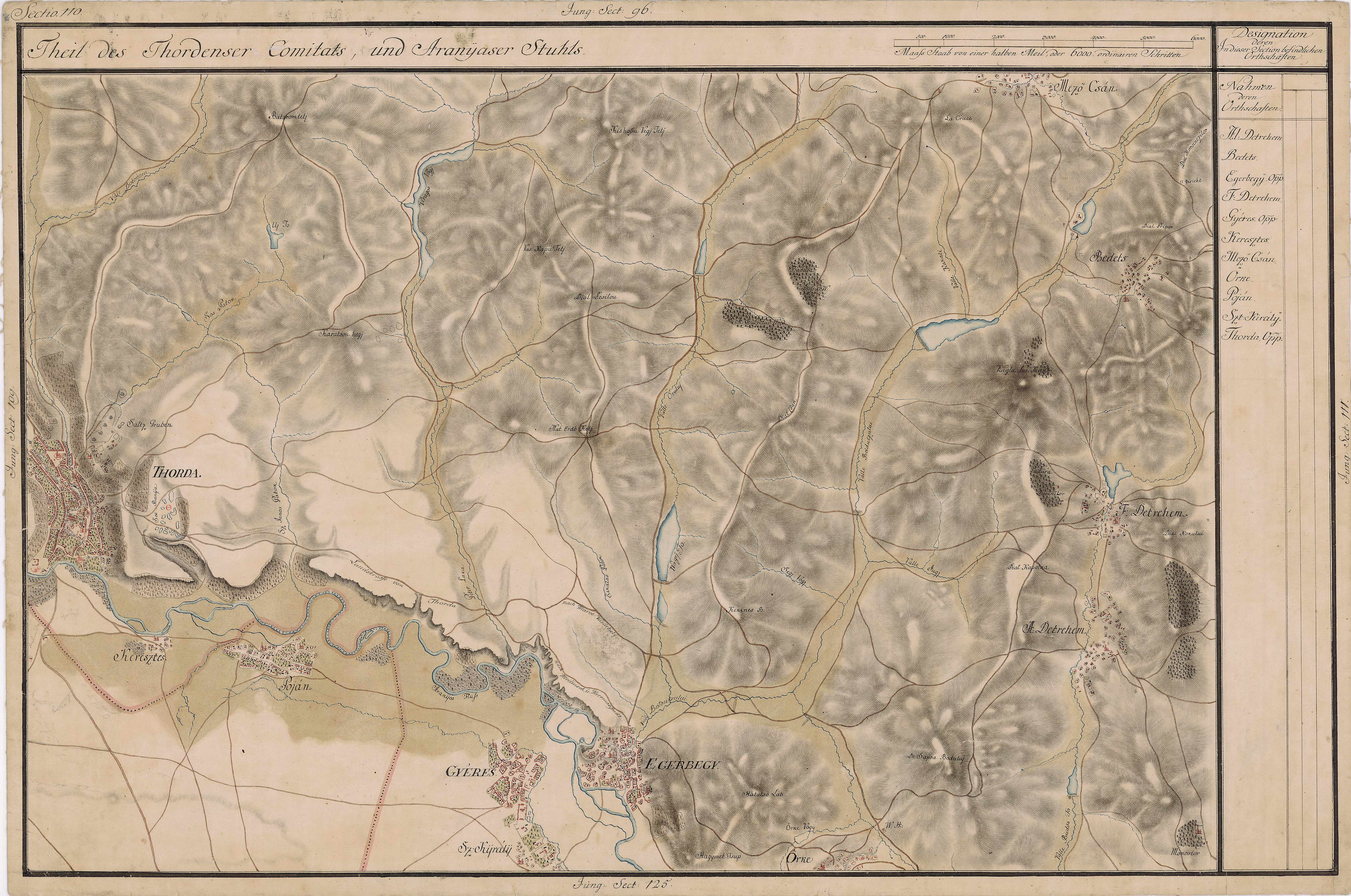
Poiana (Poján) pe Harta Iosefină a Transilvaniei, 1769-1773 (Sectio 110)

Pe Harta Iosefină a Transilvaniei din 1769-1773 (Sectio 110) fostul sat apare sub numele de Poján.

## Istoric
În hotarul cartierului Poiana de astăzi în timpurile vechi s-a aflat un sat, între timp dispărut. Pe vremea invaziilor tătare acesta a fost distrus, iar familiile care au rămas s-au așezat lângă râul Arieș, punând bazele satului Poiana. 
Vechea așezare este atestată documentar în anul 1251, sub numele de "Terra Polyántelek" și se se afla lângă actualul sat Bogata. Ulterior s-a numit Élecskutó (Élecsfalva), apoi Élecspolyán (probabil de la numele unei persoane). 
Noua așezare (pe actualul amplasament) este amintită pentru prima dată în anul 1334, sub numele de Polyán. În anii 1608 și 1638 se numea tot Polyán, ca în anul 1733 să fie numită Poyána, iar în 1854 Aranyos-Polyán. 
La 3 km sud-vest de Poiana, lângă fântâna și pârâul "Lișca" ("Liskakut"), pe un loc arabil mai ridicat (unde a existat satul dispărut Élecsfalva) s-a descoperit o așezare rurală romană (vestigiile așezării se compun din: substrucții de ziduri, pietre, cărămizi, țigle, olane, ceramică, unelte etc). Așezarea romană "Lișca" este înscrisă pe lista monumentelor istorice din județul Cluj, elaborată de Ministerul Culturii și Patrimoniului Național din România în anul 2015 (cod LMI CJ-I-s-A-07211).
De-a lungul secolelor a purtat diferite denumiri (Poján, Polyán, Poyana, Aranyos-Polyán, Székely-Polyán), fiind integrat în Scaunul Secuiesc al Arieșului până în anul 1876. 
De la stadiul de sat a evoluat, devenind comună, iar in 1968 a fost integrată în teritoriul orașului Turda.

## Lăcașuri de cult
- Biserica Reformată-Calvină din Turda-Poiana, str. Câmpiei nr.47
- Biserica Greco-Catolică "Adormirea Maicii Domnului", str. Câmpiei nr.69
- Biserica Ortodoxă “Sf.Gheorghe”, str. Poiana nr.49

### Placa cu inscripție de la biserica greco-catolică
În Biserica Greco-Catolică „Adormirea Maicii Domnului” există o valoroasă placă istorică din anul 1888 (vezi poza). Textul inscipționat este următorul:
ACEASTA S. BASERICA SA EDIFICATU ÎN ANULU 1888 ÎN ZILELE MAI (Măriei) SALE IMPERATULUI) - REGE FRANCISC IOSIF – DE ARCHIEPISCOPU ȘI METROPOLITU DR. IOANU VANCEA PROTOPOPULU TRACTUALE PR. ON. (Onoratul) DOMNU SIMION POPU PAROCHULU M. ON. DOMNU PETRU RUSU, CANTORU ALEXA MARTINU, CTITORII LAZARU MAXIMU, MICHAILU OLTEANU, PAVELU RUSU, PRECUPU POGACEANU, IOANU BACIU, TEODORU CUCUREANU, LAZARU MARTINU, IOANU POPA, IOANU HODREA, ALESANDRU DEACU SEN (Senior), NECHITA HODREA, LAZARU RUSU, ELISIE MIRCEA, TEODORU FLOREA, NICOLAE MARTINU, SAMUILU POGACEANU, TEODORU DARABANU
SCRISA PREIN
CZAKO JOSZEF (MAIESTR. EDIF.)
VASILIE PINTEA (CANT.GR.CAT.ÎN GHIRIȘIU)

## Galerie de imagini

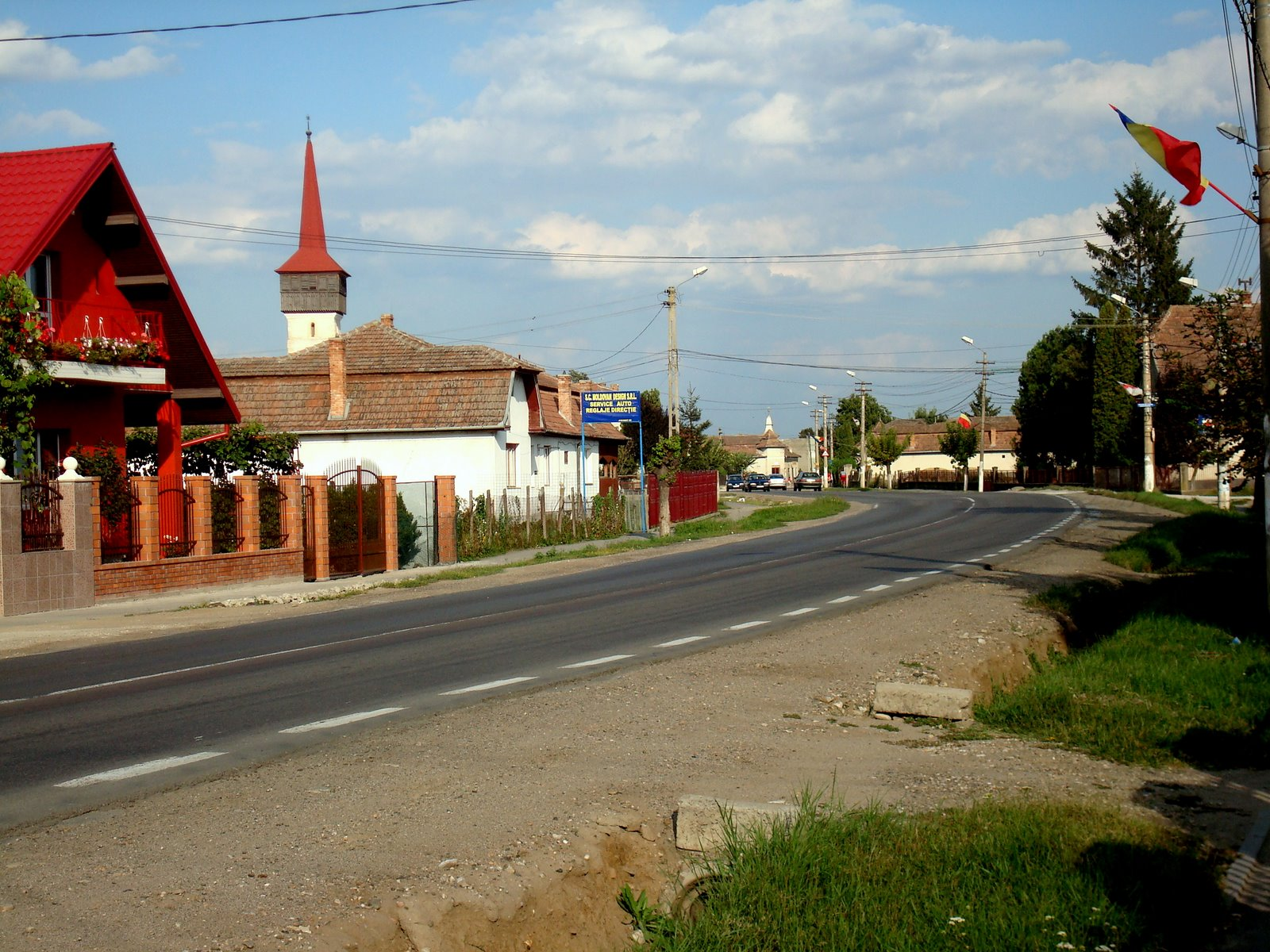
Strada Câmpiei, artera principală a cartierului Poiana
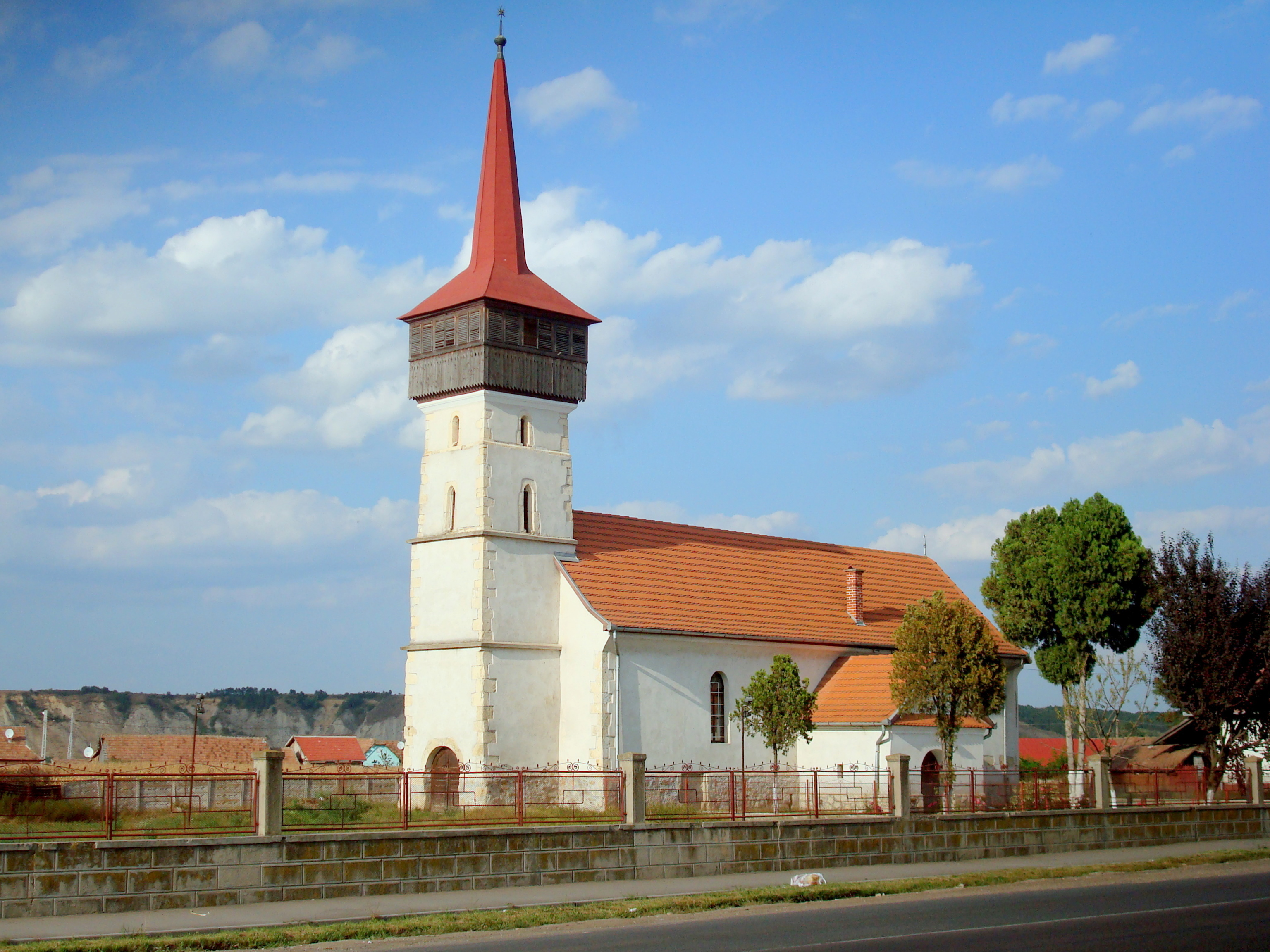
Biserica Reformată-Calvină (str.Câmpiei nr.47)
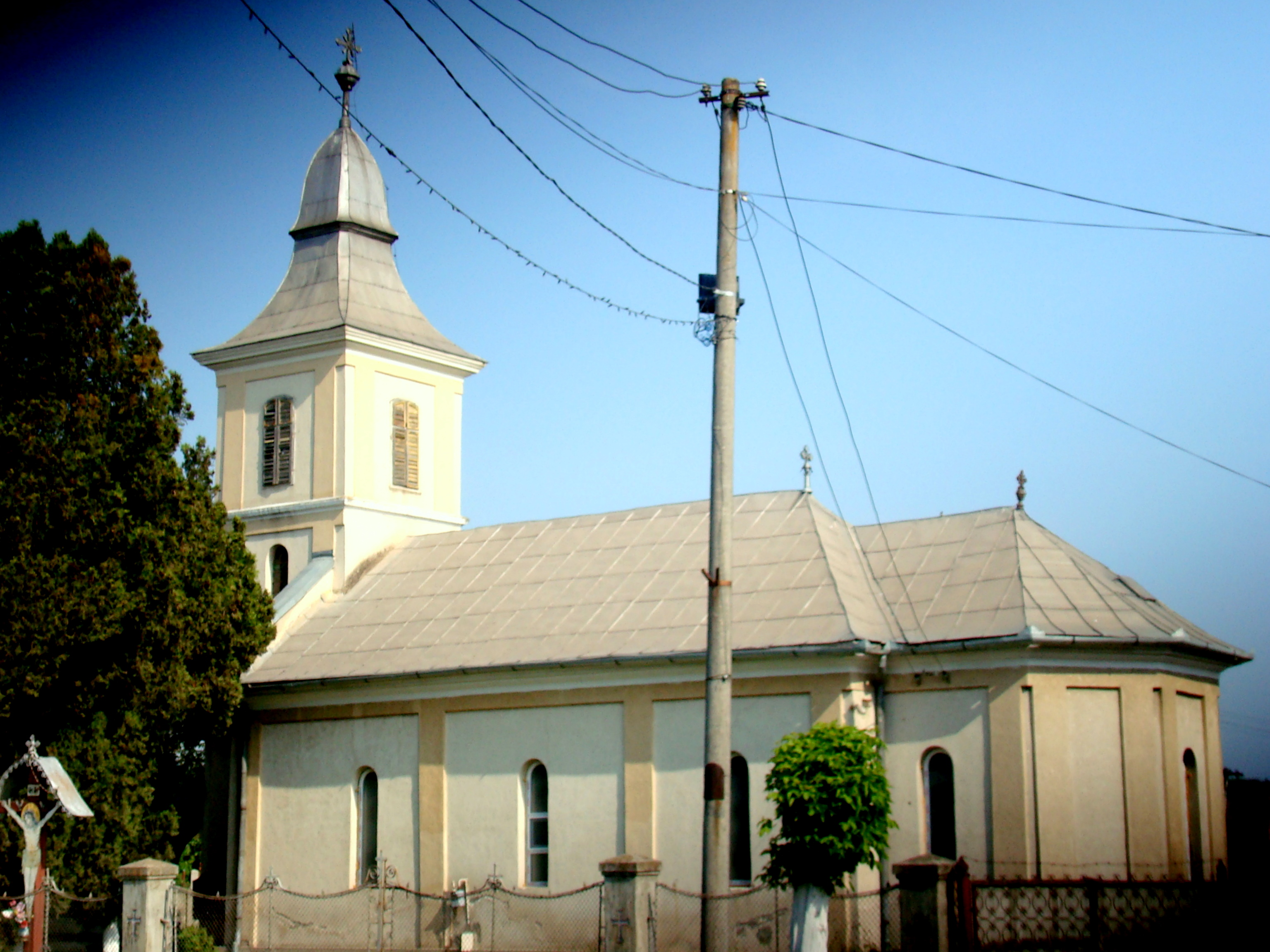
Biserica Greco-Catolică "Adormirea Maicii Domnului" (str.Câmpiei nr.69)
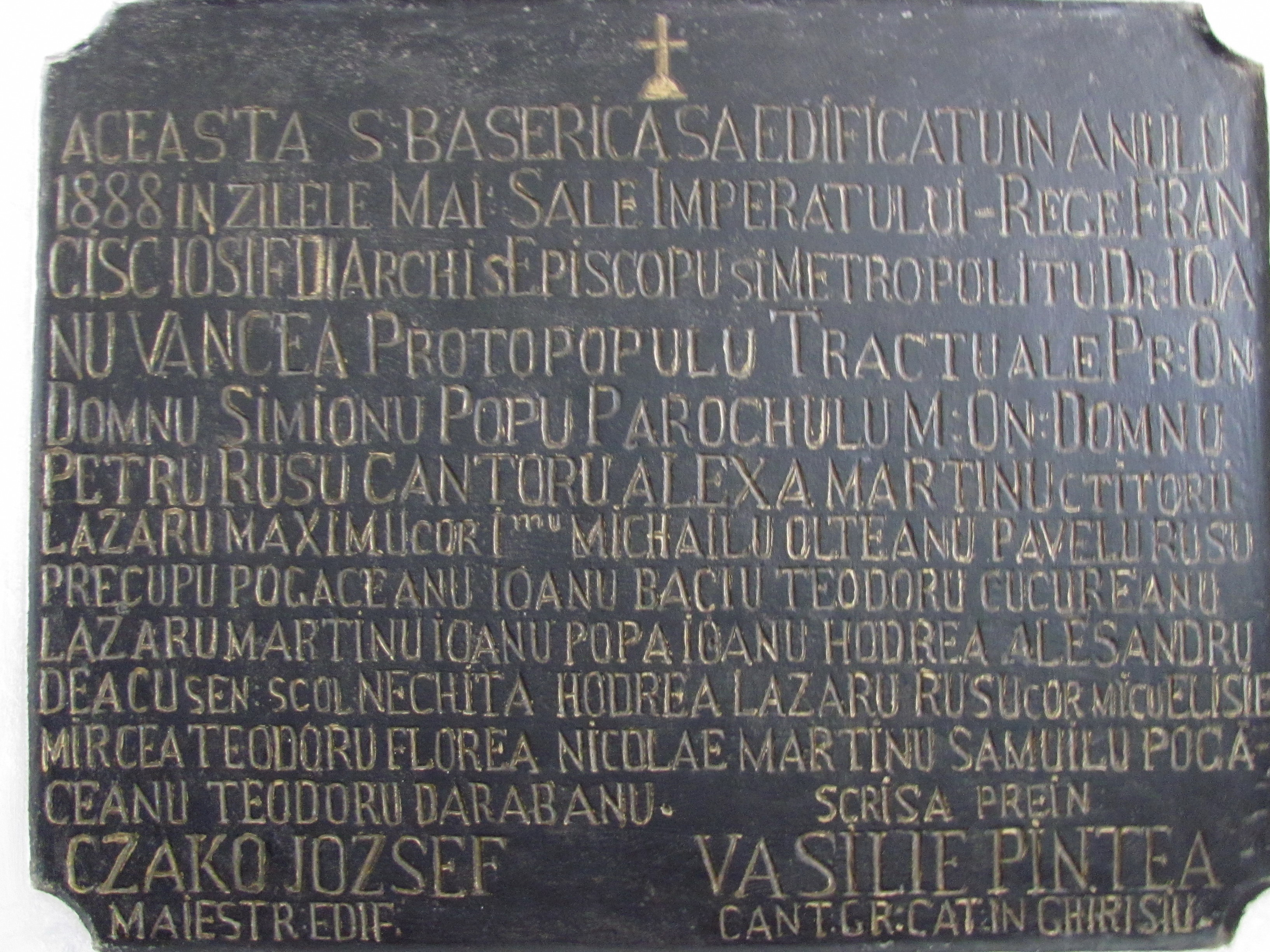
Placa cu inscripţie de la Biserica Greco-Catolică (str.Câmpiei nr.69)
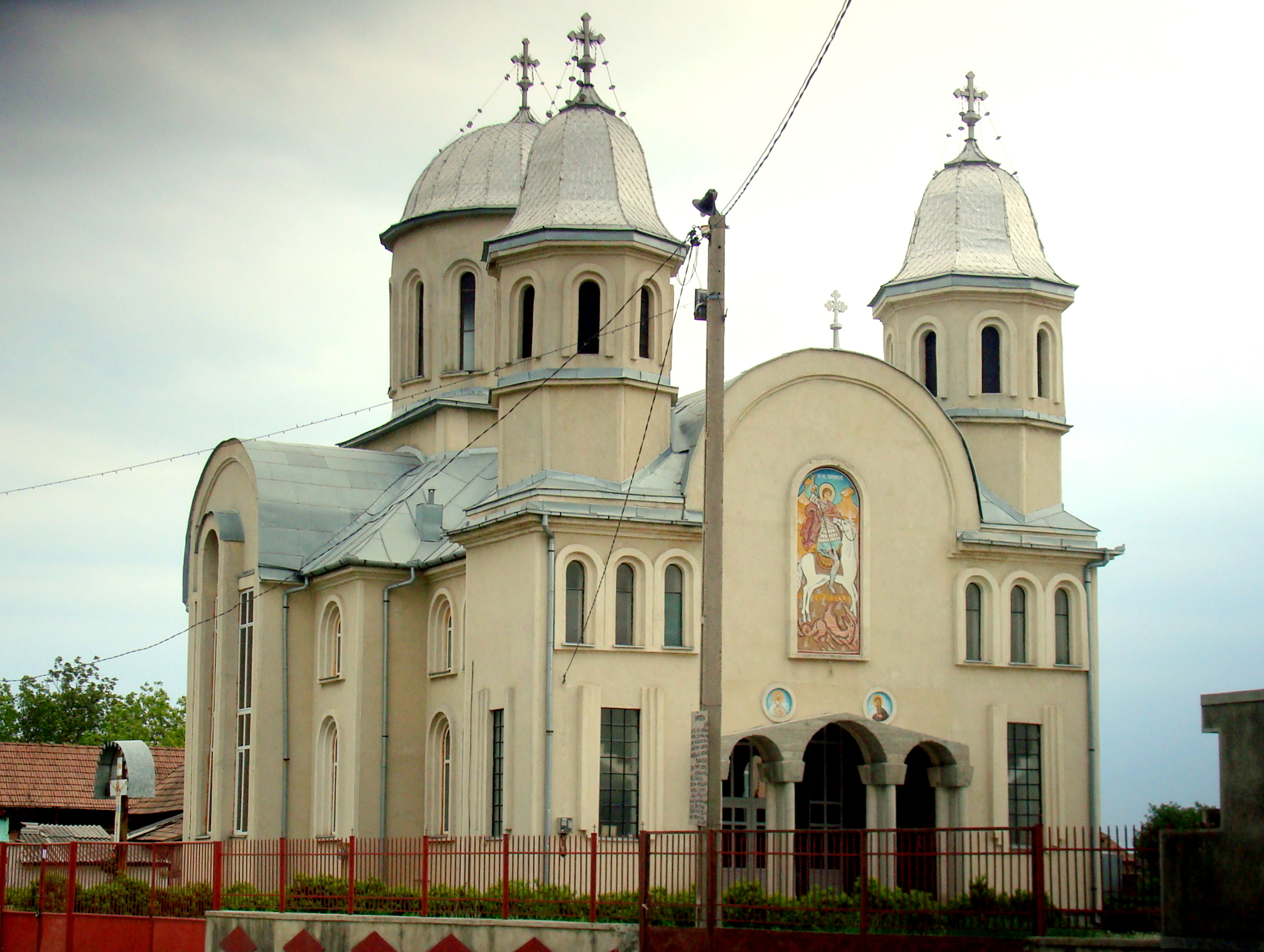
Biserica Ortodoxă “Sf.Gheorghe” (str.Poiana nr.49)
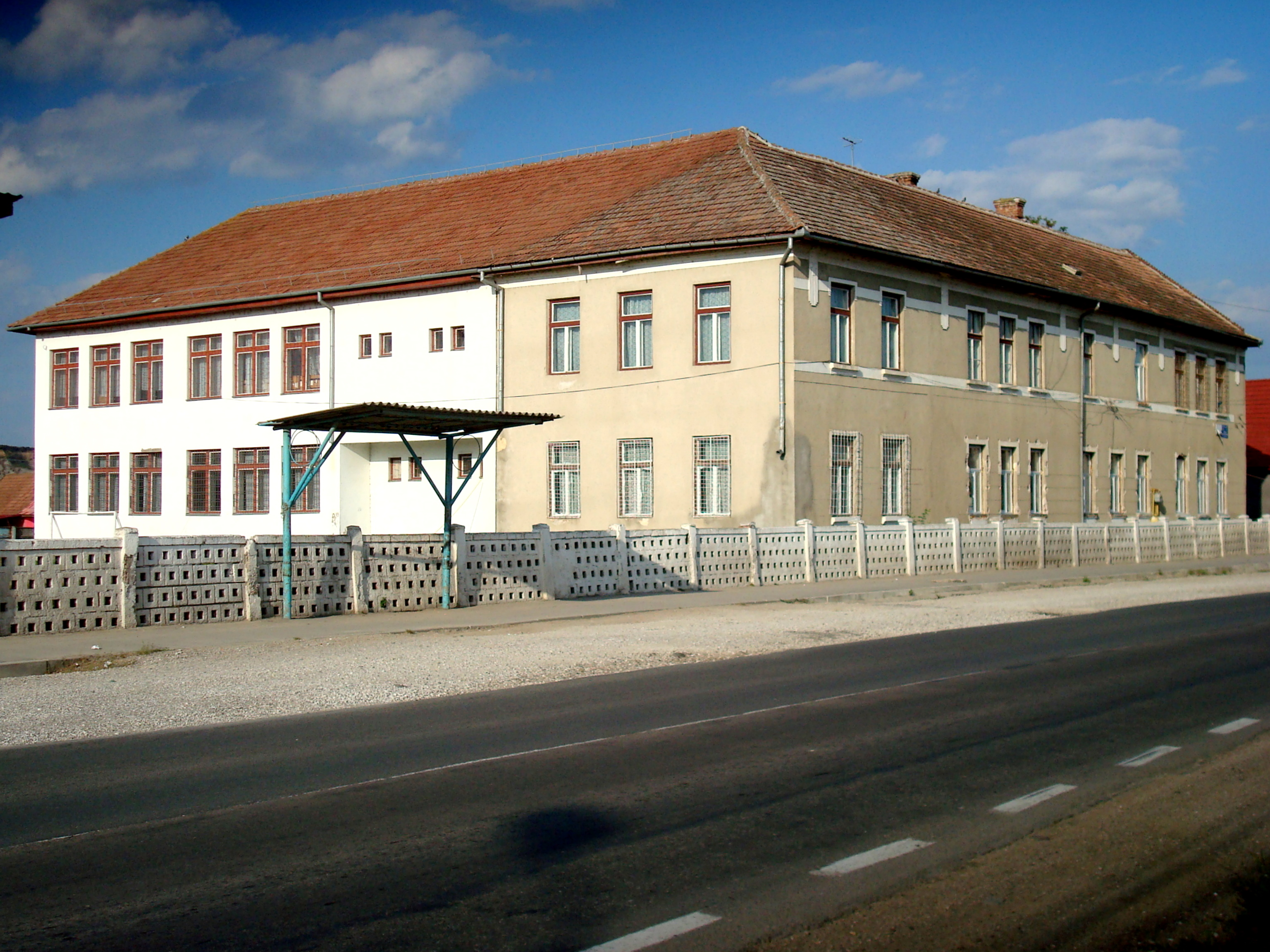
Şcoala de Arte şi Meserii (str.Câmpiei nr.51)
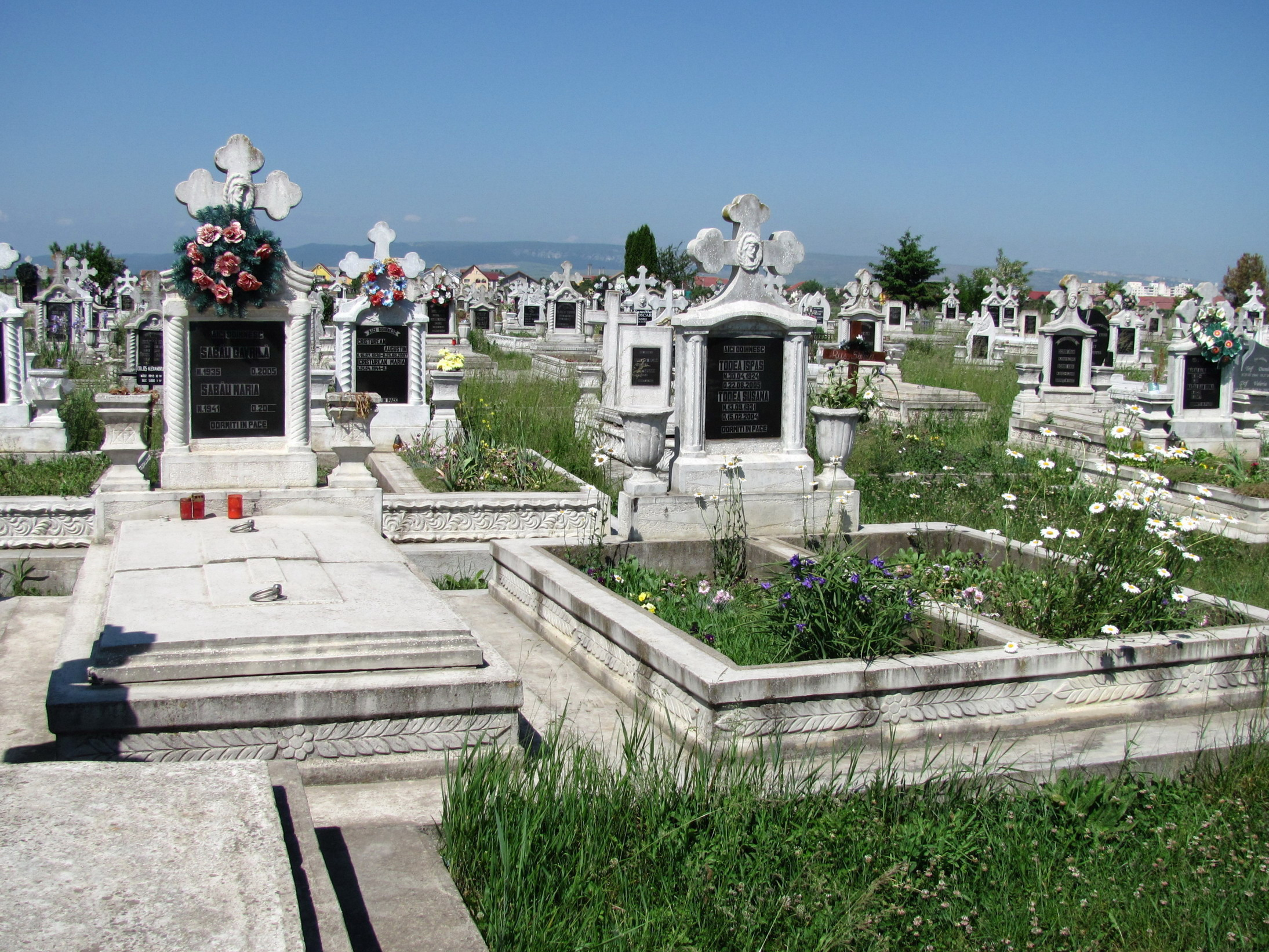
Cimitirul creştin din cartierul Poiana
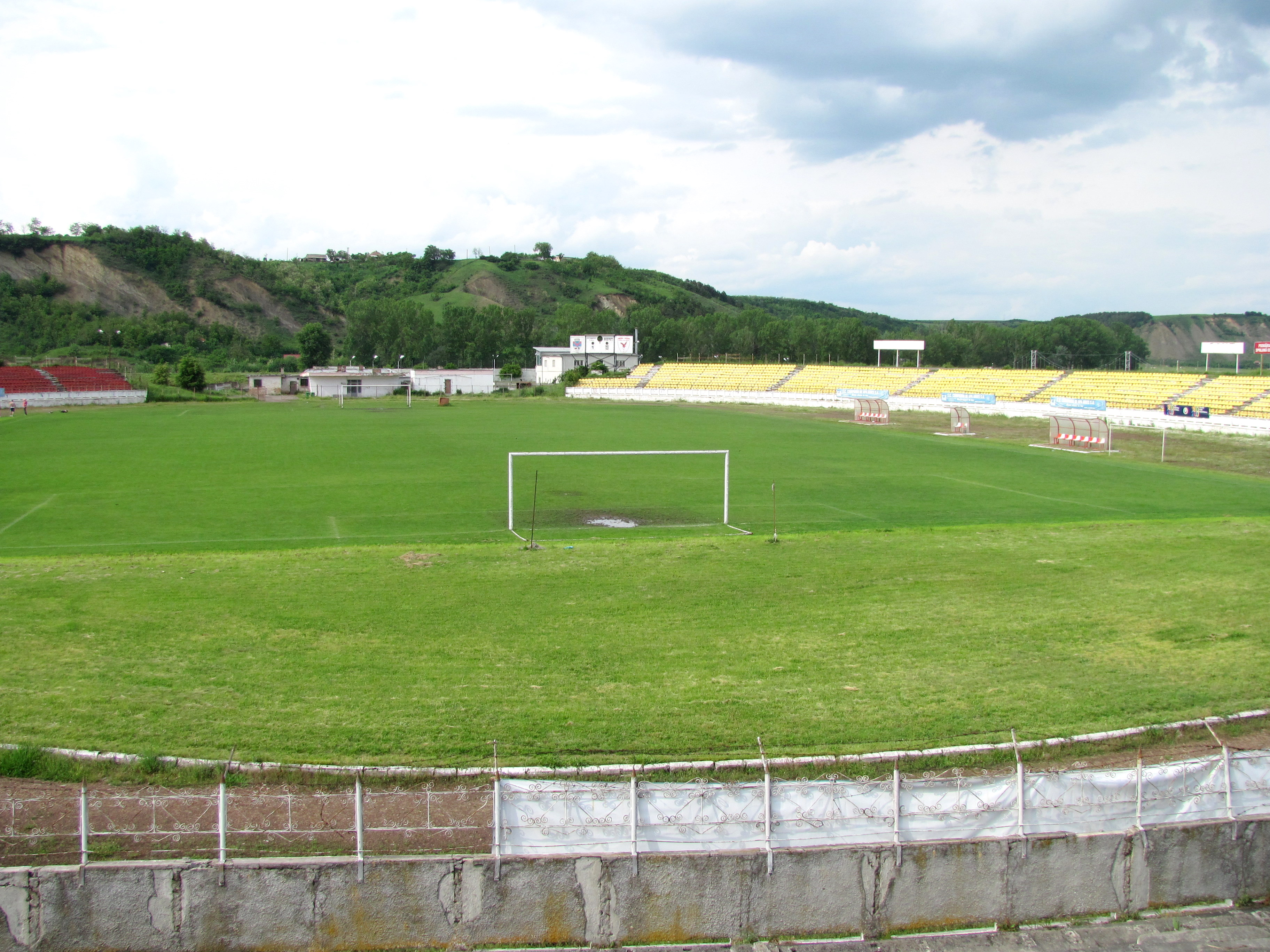
Stadionul Municipal (str.Intrarea Stadionului F.N.)